# Flaga Kiribati
Flaga Kiribati – jeden z symboli narodowych Kiribati.

## Symbolika i wygląd
Flaga przedstawia w dolnej części białe i niebieskie fale Oceanu Spokojnego. Każdy z trzech podwójnych falujących pasów symbolizuje jeden z trzech głównych archipelagów Kiribati: Wyspy Gilberta, Feniks i Line Islands. Ponad falami nad zachodzącym złotym słońcem (kirib. otintaai) przelatuje na czerwonym tle fregata (łac. Fregata minor, kirib. te eitei), często występujący w tych rejonach ptak morski. Siedemnaście promieni słonecznych symbolizuje 16 wysp Wysp Gilberta i wyspę Banaba.
Proporcje flagi wynoszą 1:2.

## Historia
Początkowo wzór ten został zaprojektowany w 1932 przez brytyjskiego oficera Arthura Grimble'a dla brytyjskiej kolonii Wyspy Gilberta i Lagunowe. Po uzyskaniu niepodległości został zaadaptowany na potrzeby flagi nowego państwa i przyjęty oficjalnie 12 lipca 1979.

## Historyczne warianty flagi

Flaga królestwa Abemama od kwietnia do czerwca 1884 roku
Flaga królestwa Abemama od czerwca 1884 do 1889
Flaga królestwa Abemama w latach 1889–1892
Sztandar królewski królestwa Abemama w latach 1889–1892
Flaga Wysp Gilberta i Lagunowych w latach 1937–1976
Flaga Wyspy Gilberta w latach 1975–1979